# Patrik Berger
Patrik Berger (født 10. November 1973 i Prag, Tjekkoslovakiet) er en tidligere tjekkisk fodboldspiller, der blandt andet spillede for Borussia Dortmund, Liverpool F.C., Aston Villa F.C. og Sparta Prag. Han opnåede desuden 42 kampe for det tjekkiske landshold, som han vandt sølv med ved EM i 1996.